# Tour du Pays basque féminin 2022
La 1re édition du Tour du Pays basque féminin (Itzulia Women) a lieu du 13 au 15 mai 2022. La course fait partie de l'UCI World Tour féminin. La course a lieu pour la première fois par étapes. Toutes les étapes présentent un profil similaire, avec plusieurs cols à passer chaque jour, mais pas d'arrivée au sommet.
Demi Vollering remporte les deux premières étapes en réglant des petits groupes d'échappée. Elle gagne détâchée le dernier jour. En toute logique, elle s'impose au classement général et au classement par points. Pauliena Rooijakkers et Kristen Faulkner  complètent le podium. Elise Chabbey est la meilleure grimpeuse, Niamh Fisher-Black la meilleure jeune et DSM la meilleure équipe.

## Présentation

### Parcours
Toutes les étapes présentent un profil similaire, avec plusieurs cols à passer chaque jour, mais pas d'arrivée au sommet. La première étape escalade le Zaldirian, le Mirador de Rivas et Herrera. Cette dernière difficulté se situe à quarante kilomètres de l'arrivée. La deuxième étape comporte les côtes suivantes : Areito, Montecalvo, Bizkaiko Begira, Milloi, Trabakua et la Karabieta. Son sommet est à douze kilomètres de la ligne. L'ultime étape emprunte les routes habituelles de la classique de Saint-Sebastien avec l'Aia, le Jaizkibel, le Gurutze et Murgil-Tontorra à dix-neuf kilomètres du but,.

### Équipes
| UCI Women's WorldTeams (11)- Team BikeExchange-Jayco - Canyon-SRAM Racing - EF Education-TIBCO-SVB - FDJ Nouvelle Aquitaine Futuroscope - Human Powered Health - Liv Racing Xstra - Movistar Team - Roland Cogeas-Edelweiss Squad - Trek-Segafredo - SD Worx - Team DSM Équipes féminines continentales (9)- Arkéa Pro Cycling Team - Bizkaia-Durango - Bepink - Eneicat-RBH - Laboral Kutxa-Fundacion Euskadi - Massi Tactic - Sopela - Top Girls Fassa Bortolo - Valcar-Travel & Service |
| |

## Étapes
| Étape     | Date   | Villes étapes                     | type                      | Distance (km) | Vainqueur d'étape | Leader du classement général |
| --------- | ------ | --------------------------------- | ------------------------- | ------------- | ----------------- | ---------------------------- |
| 1re étape | 13 mai | Vitoria-Gasteiz – Labastida       | étape de moyenne montagne | 105,9         | Demi Vollering    | Demi Vollering               |
| 2e étape  | 14 mai | Mallabia – Mallabia               | étape de moyenne montagne | 117,9         | Demi Vollering    | Demi Vollering               |
| 3e étape  | 15 mai | Saint-Sébastien – Saint-Sébastien | étape de moyenne montagne | 139,8         | Demi Vollering    | Demi Vollering               |

## Favorites
L'Espagnole Mavi Garcia est une des principales favorites. Les vainqueurs des autres courses espagnoles de mai, tel que Veronica Ewers, Olivia Baril, Sarah Gigante sont également à surveiller. La formation Trek-Segrafredo se présente au départ avec Lucinda Brand et Shirin van Anrooij. SD Worx peut compter sur Demi Vollering, Niamh Fisher-Black et Anna Shackley ; DSM sur Liane Lippert, BikeExchange sur Amanda Spratt et enfin FDJ Nouvelle-Aquitaine Futuroscope sur Marta Cavalli.

## Déroulement de la course

### 1reétape
Au kilomètre trente, Prisca Savi, Anastasia Lebedeva, Cristina Tonetti et Mireia Benito s'échappent. Mireia Benito resiste plus longtemps que ses partenaires, mais est finalement reprise également. Dans la dernière difficulté du jour, Elise Chabbey attaque. Dans la descente, Ashleigh Moolman-Pasio, Demi Vollering et Lucinda Brand reviennent sur la Suissesse. Elles sont reprises à seize kilomètres de l'arrivée et Kristen Faulkner contre. Demi Vollering et Pauliena Rooijakkers la rejoignent. Elles ne sont plus reprises. Rooijakkers lance le sprint, mais Vollering s'impose.
| \| Classement de l'étape \| Classement de l'étape \| Classement de l'étape \| Classement de l'étape \| Classement de l'étape \| \| Coureuse \| Coureuse \| Pays \| Équipe \| Temps \| \| --------------------- \| --------------------- \| --------------------- \| ----------------------- \| --------------------- \| \| 1re \| Demi Vollering \| Pays-Bas \| SD Worx \| 2 h 55 min 17 s \| \| 2e \| Pauliena Rooijakkers \| Pays-Bas \| Canyon-SRAM Racing \| + 0 s \| \| 3e \| Kristen Faulkner \| États-Unis \| Team BikeExchange-Jayco \| + 2 s \| \| 4e \| Liane Lippert \| Allemagne \| Team DSM \| + 41 s \| \| 5e \| Ane Santesteban \| Espagne \| Team BikeExchange-Jayco \| + 41 s \| \| 6e \| Ashleigh Moolman \| Afrique du Sud \| SD Worx \| + 41 s \| \| 7e \| Amanda Spratt \| Australie \| Team BikeExchange-Jayco \| + 41 s \| \| 8e \| Elise Chabbey \| Suisse \| Canyon-SRAM Racing \| + 41 s \| \| 9e \| Alena Amialiusik \| Biélorussie \| Canyon-SRAM Racing \| + 41 s \| \| 10e \| Niamh Fisher-Black \| Nouvelle-Zélande \| SD Worx \| + 41 s \| |                      |                  |                         |                 |
| |                      |                  |                         |                 |
| |                      |                  |                         |                 |
| Classement de l'étape |                      |                  |                         |                 |
| Coureuse | Coureuse             | Pays             | Équipe                  | Temps           |
| 1re | Demi Vollering       | Pays-Bas         | SD Worx                 | 2 h 55 min 17 s |
| 2e | Pauliena Rooijakkers | Pays-Bas         | Canyon-SRAM Racing      | + 0 s           |
| 3e | Kristen Faulkner     | États-Unis       | Team BikeExchange-Jayco | + 2 s           |
| 4e | Liane Lippert        | Allemagne        | Team DSM                | + 41 s          |
| 5e | Ane Santesteban      | Espagne          | Team BikeExchange-Jayco | + 41 s          |
| 6e | Ashleigh Moolman     | Afrique du Sud   | SD Worx                 | + 41 s          |
| 7e | Amanda Spratt        | Australie        | Team BikeExchange-Jayco | + 41 s          |
| 8e | Elise Chabbey        | Suisse           | Canyon-SRAM Racing      | + 41 s          |
| 9e | Alena Amialiusik     | Biélorussie      | Canyon-SRAM Racing      | + 41 s          |
| 10e | Niamh Fisher-Black   | Nouvelle-Zélande | SD Worx                 | + 41 s          |

| \| Classement général \| Classement général \| Classement général \| Classement général \| Classement général \| \| Coureuse \| Coureuse \| Pays \| Équipe \| Temps \| \| ------------------ \| -------------------- \| ------------------ \| ----------------------- \| ------------------ \| \| 1re \| Demi Vollering \| Pays-Bas \| SD Worx \| 2 h 55 min 05 s \| \| 2e \| Pauliena Rooijakkers \| Pays-Bas \| Canyon-SRAM Racing \| + 6 s \| \| 3e \| Kristen Faulkner \| États-Unis \| Team BikeExchange-Jayco \| + 10 s \| \| 4e \| Lucinda Brand \| Pays-Bas \| Trek-Segafredo \| + 50 s \| \| 5e \| Ashleigh Moolman \| Afrique du Sud \| SD Worx \| + 52 s \| \| 6e \| Liane Lippert \| Allemagne \| Team DSM \| + 53 s \| \| 7e \| Ane Santesteban \| Espagne \| Team BikeExchange-Jayco \| + 53 s \| \| 8e \| Amanda Spratt \| Australie \| Team BikeExchange-Jayco \| + 53 s \| \| 9e \| Elise Chabbey \| Suisse \| Canyon-SRAM Racing \| + 53 s \| \| 10e \| Alena Amialiusik \| Biélorussie \| Canyon-SRAM Racing \| + 53 s \| |                      |                |                         |                 |
| |                      |                |                         |                 |
| |                      |                |                         |                 |
| Classement général |                      |                |                         |                 |
| Coureuse | Coureuse             | Pays           | Équipe                  | Temps           |
| 1re | Demi Vollering       | Pays-Bas       | SD Worx                 | 2 h 55 min 05 s |
| 2e | Pauliena Rooijakkers | Pays-Bas       | Canyon-SRAM Racing      | + 6 s           |
| 3e | Kristen Faulkner     | États-Unis     | Team BikeExchange-Jayco | + 10 s          |
| 4e | Lucinda Brand        | Pays-Bas       | Trek-Segafredo          | + 50 s          |
| 5e | Ashleigh Moolman     | Afrique du Sud | SD Worx                 | + 52 s          |
| 6e | Liane Lippert        | Allemagne      | Team DSM                | + 53 s          |
| 7e | Ane Santesteban      | Espagne        | Team BikeExchange-Jayco | + 53 s          |
| 8e | Amanda Spratt        | Australie      | Team BikeExchange-Jayco | + 53 s          |
| 9e | Elise Chabbey        | Suisse         | Canyon-SRAM Racing      | + 53 s          |
| 10e | Alena Amialiusik     | Biélorussie    | Canyon-SRAM Racing      | + 53 s          |

### 2eétape
L'échappée met du temps à se former. Elle est constituée de : Julia Biryukova, Marta Jaskulska, Sheyla Gutiérrez,  Anastasia Carbonari, Tatiana Guderzo, Shirin van Anrooij et Nina Buysman. Leur avance atteint la minute, mais le groupe est repris à dix-neuf kilomètres de l'arrivée, peu avant le début de la montée de la Karabieta. Demi Vollering y attaque dès les premières pentes, mais ne peut distancer ses adversaires. Marta Cavalli attaque à son tour et est marquée par la Néerlandaise, qui accélère à son tour et est suivie par l'Italienne ainsi que plus loin par Pauliena Rooijakkers et Olivia Baril. Un petit groupe se reforme sur le replat. À un kilomètre et demi du sommet, Marta Cavalli part de nouveau ce qui provoque la dislocation du groupe. Au sommet, elles sont cinq en tête : Cavalli, Vollering, Baril, Rooijakkers et Juliette Labous. Dans la descente, Demi Vollering distance ses compagnons de fuite, mais est reprise sur le plat. Rooijakkers place une attaque sous la flamme rouge, mais Vollering est vigilance. Cette dernière s'impose au sprint.
| \| Classement de l'étape \| Classement de l'étape \| Classement de l'étape \| Classement de l'étape \| Classement de l'étape \| \| Coureuse \| Coureuse \| Pays \| Équipe \| Temps \| \| --------------------- \| --------------------- \| --------------------- \| ---------------------------------- \| --------------------- \| \| 1re \| Demi Vollering \| Pays-Bas \| SD Worx \| 3 h 16 min 08 s \| \| 2e \| Olivia Baril \| Canada \| Valcar-Travel & Service \| + 2 s \| \| 3e \| Marta Cavalli \| Italie \| FDJ-Nouvelle Aquitaine-Futuroscope \| + 2 s \| \| 4e \| Pauliena Rooijakkers \| Pays-Bas \| Canyon-SRAM Racing \| + 4 s \| \| 5e \| Juliette Labous \| France \| Team DSM \| + 4 s \| \| 6e \| Niamh Fisher-Black \| Nouvelle-Zélande \| SD Worx \| + 17 s \| \| 7e \| Elise Chabbey \| Suisse \| Canyon-SRAM Racing \| + 17 s \| \| 8e \| Floortje Mackaij \| Pays-Bas \| Team DSM \| + 17 s \| \| 9e \| Ashleigh Moolman \| Afrique du Sud \| SD Worx \| + 17 s \| \| 10e \| Kristen Faulkner \| États-Unis \| Team BikeExchange-Jayco \| + 20 s \| |                      |                  |                                    |                 |
| |                      |                  |                                    |                 |
| |                      |                  |                                    |                 |
| Classement de l'étape |                      |                  |                                    |                 |
| Coureuse | Coureuse             | Pays             | Équipe                             | Temps           |
| 1re | Demi Vollering       | Pays-Bas         | SD Worx                            | 3 h 16 min 08 s |
| 2e | Olivia Baril         | Canada           | Valcar-Travel & Service            | + 2 s           |
| 3e | Marta Cavalli        | Italie           | FDJ-Nouvelle Aquitaine-Futuroscope | + 2 s           |
| 4e | Pauliena Rooijakkers | Pays-Bas         | Canyon-SRAM Racing                 | + 4 s           |
| 5e | Juliette Labous      | France           | Team DSM                           | + 4 s           |
| 6e | Niamh Fisher-Black   | Nouvelle-Zélande | SD Worx                            | + 17 s          |
| 7e | Elise Chabbey        | Suisse           | Canyon-SRAM Racing                 | + 17 s          |
| 8e | Floortje Mackaij     | Pays-Bas         | Team DSM                           | + 17 s          |
| 9e | Ashleigh Moolman     | Afrique du Sud   | SD Worx                            | + 17 s          |
| 10e | Kristen Faulkner     | États-Unis       | Team BikeExchange-Jayco            | + 20 s          |

| \| Classement général \| Classement général \| Classement général \| Classement général \| Classement général \| \| Coureuse \| Coureuse \| Pays \| Équipe \| Temps \| \| ------------------ \| -------------------- \| ------------------ \| ---------------------------------- \| ------------------ \| \| 1re \| Demi Vollering \| Pays-Bas \| SD Worx \| 6 h 11 min 01 s \| \| 2e \| Pauliena Rooijakkers \| Pays-Bas \| Canyon-SRAM Racing \| + 22 s \| \| 3e \| Kristen Faulkner \| États-Unis \| Team BikeExchange-Jayco \| + 42 s \| \| 4e \| Marta Cavalli \| Italie \| FDJ-Nouvelle Aquitaine-Futuroscope \| + 1 min 00 s \| \| 5e \| Olivia Baril \| Canada \| Valcar-Travel & Service \| + 1 min 01 s \| \| 6e \| Juliette Labous \| France \| Team DSM \| + 1 min 08 s \| \| 7e \| Ashleigh Moolman \| Afrique du Sud \| SD Worx \| + 1 min 21 s \| \| 8e \| Elise Chabbey \| Suisse \| Canyon-SRAM Racing \| + 1 min 22 s \| \| 9e \| Niamh Fisher-Black \| Nouvelle-Zélande \| SD Worx \| + 1 min 22 s \| \| 10e \| Floortje Mackaij \| Pays-Bas \| Team DSM \| + 1 min 22 s \| |                      |                  |                                    |                 |
| |                      |                  |                                    |                 |
| |                      |                  |                                    |                 |
| Classement général |                      |                  |                                    |                 |
| Coureuse | Coureuse             | Pays             | Équipe                             | Temps           |
| 1re | Demi Vollering       | Pays-Bas         | SD Worx                            | 6 h 11 min 01 s |
| 2e | Pauliena Rooijakkers | Pays-Bas         | Canyon-SRAM Racing                 | + 22 s          |
| 3e | Kristen Faulkner     | États-Unis       | Team BikeExchange-Jayco            | + 42 s          |
| 4e | Marta Cavalli        | Italie           | FDJ-Nouvelle Aquitaine-Futuroscope | + 1 min 00 s    |
| 5e | Olivia Baril         | Canada           | Valcar-Travel & Service            | + 1 min 01 s    |
| 6e | Juliette Labous      | France           | Team DSM                           | + 1 min 08 s    |
| 7e | Ashleigh Moolman     | Afrique du Sud   | SD Worx                            | + 1 min 21 s    |
| 8e | Elise Chabbey        | Suisse           | Canyon-SRAM Racing                 | + 1 min 22 s    |
| 9e | Niamh Fisher-Black   | Nouvelle-Zélande | SD Worx                            | + 1 min 22 s    |
| 10e | Floortje Mackaij     | Pays-Bas         | Team DSM                           | + 1 min 22 s    |

### 3eétape
Marit Raaijmakers et Giorgia Bariani forment la première échappée. Elles sont rejointes par Morgane Coston, Naia Amondarain et Margaux Vigie. Marta Jaskulska, Lija Laizane, Georgia Williams et Špela Kern partent en poursuite, mais ne parviennent pas à faire la jonction. L'avance de l'échappée est de quatre minutes au pied du Jaizkibel. Coston ouvre la route seule, les autres sont reprises dans la descente. Jelena Erić sort du peloton avec Mireia Benito, Nina Buysmann et Tereza Neumanová. Elles sont néanmoins revues dans le Gurutze. Stine Borgli puis Anna Shackley tentent sans succès de sortir. À vingt-cinq kilomètres de l'arrivée, Jeanne Korevaar et Shirin van Anrooij prennent quelques secondes d'avance. Elles reviennent sur Coston à dix-neuf kilomètres du but. Dans la montée du Murgil Tontorra, Shirin van Anrooij distance ses compagnons d'échappée. Elle est reprise par un groupe de huit favorites à trois cent mètres du sommet. Demi Vollering passe ensuite à l'offensive. Meilleure descendeuse, elle y creuse l'écart sur Rooijakkers. Vollering gagne seule, derrière Liane Lippert prend la seconde place.
| \| Classement de l'étape \| Classement de l'étape \| Classement de l'étape \| Classement de l'étape \| Classement de l'étape \| \| Coureuse \| Coureuse \| Pays \| Équipe \| Temps \| \| --------------------- \| --------------------- \| --------------------- \| ---------------------------------- \| --------------------- \| \| 1re \| Demi Vollering \| Pays-Bas \| SD Worx \| 4 h 01 min 03 s \| \| 2e \| Liane Lippert \| Allemagne \| Team DSM \| + 15 s \| \| 3e \| Marta Cavalli \| Italie \| FDJ-Nouvelle Aquitaine-Futuroscope \| + 15 s \| \| 4e \| Niamh Fisher-Black \| Nouvelle-Zélande \| SD Worx \| + 15 s \| \| 5e \| Shirin van Anrooij \| Pays-Bas \| Trek-Segafredo \| + 15 s \| \| 6e \| Floortje Mackaij \| Pays-Bas \| Team DSM \| + 15 s \| \| 7e \| Veronica Ewers \| États-Unis \| EF Education-TIBCO-SVB \| + 15 s \| \| 8e \| Paula Patiño \| Colombie \| Movistar Team \| + 15 s \| \| 9e \| Juliette Labous \| France \| Team DSM \| + 15 s \| \| 10e \| Pauliena Rooijakkers \| Pays-Bas \| Canyon-SRAM Racing \| + 15 s \| |                      |                  |                                    |                 |
| |                      |                  |                                    |                 |
| |                      |                  |                                    |                 |
| Classement de l'étape |                      |                  |                                    |                 |
| Coureuse | Coureuse             | Pays             | Équipe                             | Temps           |
| 1re | Demi Vollering       | Pays-Bas         | SD Worx                            | 4 h 01 min 03 s |
| 2e | Liane Lippert        | Allemagne        | Team DSM                           | + 15 s          |
| 3e | Marta Cavalli        | Italie           | FDJ-Nouvelle Aquitaine-Futuroscope | + 15 s          |
| 4e | Niamh Fisher-Black   | Nouvelle-Zélande | SD Worx                            | + 15 s          |
| 5e | Shirin van Anrooij   | Pays-Bas         | Trek-Segafredo                     | + 15 s          |
| 6e | Floortje Mackaij     | Pays-Bas         | Team DSM                           | + 15 s          |
| 7e | Veronica Ewers       | États-Unis       | EF Education-TIBCO-SVB             | + 15 s          |
| 8e | Paula Patiño         | Colombie         | Movistar Team                      | + 15 s          |
| 9e | Juliette Labous      | France           | Team DSM                           | + 15 s          |
| 10e | Pauliena Rooijakkers | Pays-Bas         | Canyon-SRAM Racing                 | + 15 s          |

## Classements finals

### Classement général final
| \| Classement général \| Classement général \| Classement général \| Classement général \| Classement général \| \| Coureuse \| Coureuse \| Pays \| Équipe \| Temps \| \| ------------------ \| ----------------------- \| ------------------ \| ---------------------------------- \| ------------------ \| \| 1re \| Demi Vollering \| Pays-Bas \| SD Worx \| 10 h 11 min 54 s \| \| 2e \| Pauliena Rooijakkers \| Pays-Bas \| Canyon-SRAM Racing \| + 47 s \| \| 3e \| Kristen Faulkner \| États-Unis \| Team BikeExchange-Jayco \| + 1 min 07 s \| \| 4e \| Marta Cavalli \| Italie \| FDJ-Nouvelle Aquitaine-Futuroscope \| + 1 min 21 s \| \| 5e \| Juliette Labous \| France \| Team DSM \| + 1 min 33 s \| \| 6e \| Liane Lippert \| Allemagne \| Team DSM \| + 1 min 44 s \| \| 7e \| Niamh Fisher-Black \| Nouvelle-Zélande \| SD Worx \| + 1 min 47 s \| \| 8e \| Floortje Mackaij \| Pays-Bas \| Team DSM \| + 1 min 47 s \| \| 9e \| Paula Patiño \| Colombie \| Movistar Team \| + 1 min 50 s \| \| 10e \| Veronica Ewers \| États-Unis \| EF Education-TIBCO-SVB \| + 1 min 50 s \| \| 11e \| Olivia Baril \| Canada \| Valcar-Travel & Service \| + 2 min 34 s \| \| 12e \| Kristabel Doebel-Hickok \| États-Unis \| EF Education-TIBCO-SVB \| + 2 min 49 s \| \| 13e \| Elise Chabbey \| Suisse \| Canyon-SRAM Racing \| + 2 min 55 s \| \| 14e \| Nadine Michaela Gill \| Allemagne \| Sopela Women's Team \| + 2 min 58 s \| \| 15e \| Anna Shackley \| Royaume-Uni \| SD Worx \| + 2 min 58 s \| \| 16e \| Lucinda Brand \| Pays-Bas \| Trek-Segafredo \| + 3 min 24 s \| \| 17e \| Ashleigh Moolman \| Afrique du Sud \| SD Worx \| + 3 min 55 s \| \| 18e \| Petra Stiasny \| Suisse \| Roland Cogeas-Edelweiss Squad \| + 5 min 19 s \| \| 19e \| Urška Žigart \| Slovénie \| Team BikeExchange-Jayco \| + 5 min 57 s \| \| 20e \| Esmée Peperkamp \| Pays-Bas \| Team DSM \| + 6 min 06 s \| |                         |                  |                                    |                  |
| |                         |                  |                                    |                  |
| Source : ProCyclingStats |                         |                  |                                    |                  |
| Classement général |                         |                  |                                    |                  |
| Coureuse | Coureuse                | Pays             | Équipe                             | Temps            |
| 1re | Demi Vollering          | Pays-Bas         | SD Worx                            | 10 h 11 min 54 s |
| 2e | Pauliena Rooijakkers    | Pays-Bas         | Canyon-SRAM Racing                 | + 47 s           |
| 3e | Kristen Faulkner        | États-Unis       | Team BikeExchange-Jayco            | + 1 min 07 s     |
| 4e | Marta Cavalli           | Italie           | FDJ-Nouvelle Aquitaine-Futuroscope | + 1 min 21 s     |
| 5e | Juliette Labous         | France           | Team DSM                           | + 1 min 33 s     |
| 6e | Liane Lippert           | Allemagne        | Team DSM                           | + 1 min 44 s     |
| 7e | Niamh Fisher-Black      | Nouvelle-Zélande | SD Worx                            | + 1 min 47 s     |
| 8e | Floortje Mackaij        | Pays-Bas         | Team DSM                           | + 1 min 47 s     |
| 9e | Paula Patiño            | Colombie         | Movistar Team                      | + 1 min 50 s     |
| 10e | Veronica Ewers          | États-Unis       | EF Education-TIBCO-SVB             | + 1 min 50 s     |
| 11e | Olivia Baril            | Canada           | Valcar-Travel & Service            | + 2 min 34 s     |
| 12e | Kristabel Doebel-Hickok | États-Unis       | EF Education-TIBCO-SVB             | + 2 min 49 s     |
| 13e | Elise Chabbey           | Suisse           | Canyon-SRAM Racing                 | + 2 min 55 s     |
| 14e | Nadine Michaela Gill    | Allemagne        | Sopela Women's Team                | + 2 min 58 s     |
| 15e | Anna Shackley           | Royaume-Uni      | SD Worx                            | + 2 min 58 s     |
| 16e | Lucinda Brand           | Pays-Bas         | Trek-Segafredo                     | + 3 min 24 s     |
| 17e | Ashleigh Moolman        | Afrique du Sud   | SD Worx                            | + 3 min 55 s     |
| 18e | Petra Stiasny           | Suisse           | Roland Cogeas-Edelweiss Squad      | + 5 min 19 s     |
| 19e | Urška Žigart            | Slovénie         | Team BikeExchange-Jayco            | + 5 min 57 s     |
| 20e | Esmée Peperkamp         | Pays-Bas         | Team DSM                           | + 6 min 06 s     |

### Points UCI
| Position                  | 1er | 2e  | 3e  | 4e  | 5e  | 6e  | 7e  | 8e  | 9e | 10e | 11e | 12e | 13e | 14e | 15e | 16e à 20e | 21e à 30e | 31e à 40e |  |  |
| Classement général        | 400 | 320 | 260 | 220 | 180 | 140 | 120 | 100 | 80 | 68  | 56  | 48  | 40  | 32  | 28  | 24        | 16        | 8         |  |  |
| Étapes et demi-étapes     | 50  | 40  | 30  | 25  | 20  | 18  | 15  | 10  | 8  | 6   |     |     |     |     |     |           |           |           |  |  |
| Port du maillot de leader | 8   |     |     |     |     |     |     |     |    |     |     |     |     |     |     |           |           |           |  |  |

### Classements annexes
| Classement par points | Classement par points | Classement par points | Classement par points              | Classement par points |
| Coureuse              | Coureuse              | Pays                  | Équipe                             | Points                |
| --------------------- | --------------------- | --------------------- | ---------------------------------- | --------------------- |
| 1re                   | Demi Vollering        | Pays-Bas              | SD Worx                            | 87 pts                |
| 2e                    | Marta Cavalli         | Italie                | FDJ-Nouvelle Aquitaine-Futuroscope | 42 pts                |
| 3e                    | Pauliena Rooijakkers  | Pays-Bas              | Canyon-SRAM Racing                 | 40 pts                |
| 4e                    | Liane Lippert         | Allemagne             | Team DSM                           | 34 pts                |
| 5e                    | Niamh Fisher-Black    | Nouvelle-Zélande      | SD Worx                            | 30 pts                |
| 6e                    | Kristen Faulkner      | États-Unis            | Team BikeExchange-Jayco            | 27 pts                |
| 7e                    | Juliette Labous       | France                | Team DSM                           | 23 pts                |
| 8e                    | Olivia Baril          | Canada                | Valcar-Travel & Service            | 22 pts                |
| 9e                    | Floortje Mackaij      | Pays-Bas              | Team DSM                           | 21 pts                |
| 10e                   | Ashleigh Moolman      | Afrique du Sud        | SD Worx                            | 21 pts                |

| Classement par points | Classement par points | Classement par points | Classement par points              | Classement par points |
| Coureuse              | Coureuse              | Pays                  | Équipe                             | Points                |
| --------------------- | --------------------- | --------------------- | ---------------------------------- | --------------------- |
| 1re                   | Demi Vollering        | Pays-Bas              | SD Worx                            | 87 pts                |
| 2e                    | Marta Cavalli         | Italie                | FDJ-Nouvelle Aquitaine-Futuroscope | 42 pts                |
| 3e                    | Pauliena Rooijakkers  | Pays-Bas              | Canyon-SRAM Racing                 | 40 pts                |
| 4e                    | Liane Lippert         | Allemagne             | Team DSM                           | 34 pts                |
| 5e                    | Niamh Fisher-Black    | Nouvelle-Zélande      | SD Worx                            | 30 pts                |
| 6e                    | Kristen Faulkner      | États-Unis            | Team BikeExchange-Jayco            | 27 pts                |
| 7e                    | Juliette Labous       | France                | Team DSM                           | 23 pts                |
| 8e                    | Olivia Baril          | Canada                | Valcar-Travel & Service            | 22 pts                |
| 9e                    | Floortje Mackaij      | Pays-Bas              | Team DSM                           | 21 pts                |
| 10e                   | Ashleigh Moolman      | Afrique du Sud        | SD Worx                            | 21 pts                |

| Classement de la montagne | Classement de la montagne | Classement de la montagne | Classement de la montagne          | Classement de la montagne |
| Coureuse                  | Coureuse                  | Pays                      | Équipe                             | Points                    |
| ------------------------- | ------------------------- | ------------------------- | ---------------------------------- | ------------------------- |
| 1re                       | Elise Chabbey             | Suisse                    | Canyon-SRAM Racing                 | 19 pts                    |
| 2e                        | Demi Vollering            | Pays-Bas                  | SD Worx                            | 12 pts                    |
| 3e                        | Marta Cavalli             | Italie                    | FDJ-Nouvelle Aquitaine-Futuroscope | 10 pts                    |
| 4e                        | Morgane Coston            | France                    | Arkéa Pro Cycling Team             | 10 pts                    |
| 5e                        | Mireia Benito             | Espagne                   | Massi Tactic                       | 8 pts                     |
| 6e                        | Olivia Baril              | Canada                    | Valcar-Travel & Service            | 8 pts                     |
| 7e                        | Marit Raaijmakers         | Pays-Bas                  | Human Powered Health               | 7 pts                     |
| 8e                        | Esmée Peperkamp           | Pays-Bas                  | Team DSM                           | 6 pts                     |
| 9e                        | Juliette Labous           | France                    | Team DSM                           | 4 pts                     |
| 10e                       | Liane Lippert             | Allemagne                 | Team DSM                           | 4 pts                     |

| Classement de la montagne | Classement de la montagne | Classement de la montagne | Classement de la montagne          | Classement de la montagne |
| Coureuse                  | Coureuse                  | Pays                      | Équipe                             | Points                    |
| ------------------------- | ------------------------- | ------------------------- | ---------------------------------- | ------------------------- |
| 1re                       | Elise Chabbey             | Suisse                    | Canyon-SRAM Racing                 | 19 pts                    |
| 2e                        | Demi Vollering            | Pays-Bas                  | SD Worx                            | 12 pts                    |
| 3e                        | Marta Cavalli             | Italie                    | FDJ-Nouvelle Aquitaine-Futuroscope | 10 pts                    |
| 4e                        | Morgane Coston            | France                    | Arkéa Pro Cycling Team             | 10 pts                    |
| 5e                        | Mireia Benito             | Espagne                   | Massi Tactic                       | 8 pts                     |
| 6e                        | Olivia Baril              | Canada                    | Valcar-Travel & Service            | 8 pts                     |
| 7e                        | Marit Raaijmakers         | Pays-Bas                  | Human Powered Health               | 7 pts                     |
| 8e                        | Esmée Peperkamp           | Pays-Bas                  | Team DSM                           | 6 pts                     |
| 9e                        | Juliette Labous           | France                    | Team DSM                           | 4 pts                     |
| 10e                       | Liane Lippert             | Allemagne                 | Team DSM                           | 4 pts                     |

| Classement du meilleur jeune | Classement du meilleur jeune | Classement du meilleur jeune | Classement du meilleur jeune       | Classement du meilleur jeune |
| Coureuse                     | Coureuse                     | Pays                         | Équipe                             | Temps                        |
| ---------------------------- | ---------------------------- | ---------------------------- | ---------------------------------- | ---------------------------- |
| 1re                          | Niamh Fisher-Black           | Nouvelle-Zélande             | SD Worx                            | 10 h 13 min 41 s             |
| 2e                           | Anna Shackley                | Royaume-Uni                  | SD Worx                            | + 1 min 11 s                 |
| 3e                           | Petra Stiasny                | Suisse                       | Roland Cogeas-Edelweiss Squad      | + 3 min 32 s                 |
| 4e                           | Barbara Malcotti             | Italie                       | Human Powered Health               | + 5 min 13 s                 |
| 5e                           | Évita Muzic                  | France                       | FDJ-Nouvelle Aquitaine-Futuroscope | + 8 min 28 s                 |
| 6e                           | Magdeleine Vallieres         | Canada                       | EF Education-TIBCO-SVB             | + 10 min 30 s                |
| 7e                           | Shirin van Anrooij           | Pays-Bas                     | Trek-Segafredo                     | + 12 min 20 s                |
| 8e                           | Abi Smith                    | Royaume-Uni                  | EF Education-TIBCO-SVB             | + 17 min 42 s                |
| 9e                           | Ines Cantera                 | Espagne                      | Roland Cogeas-Edelweiss Squad      | + 21 min 18 s                |
| 10e                          | Federica Piergiovanni        | Italie                       | Valcar-Travel & Service            | + 21 min 34 s                |

| Classement du meilleur jeune | Classement du meilleur jeune | Classement du meilleur jeune | Classement du meilleur jeune       | Classement du meilleur jeune |
| Coureuse                     | Coureuse                     | Pays                         | Équipe                             | Temps                        |
| ---------------------------- | ---------------------------- | ---------------------------- | ---------------------------------- | ---------------------------- |
| 1re                          | Niamh Fisher-Black           | Nouvelle-Zélande             | SD Worx                            | 10 h 13 min 41 s             |
| 2e                           | Anna Shackley                | Royaume-Uni                  | SD Worx                            | + 1 min 11 s                 |
| 3e                           | Petra Stiasny                | Suisse                       | Roland Cogeas-Edelweiss Squad      | + 3 min 32 s                 |
| 4e                           | Barbara Malcotti             | Italie                       | Human Powered Health               | + 5 min 13 s                 |
| 5e                           | Évita Muzic                  | France                       | FDJ-Nouvelle Aquitaine-Futuroscope | + 8 min 28 s                 |
| 6e                           | Magdeleine Vallieres         | Canada                       | EF Education-TIBCO-SVB             | + 10 min 30 s                |
| 7e                           | Shirin van Anrooij           | Pays-Bas                     | Trek-Segafredo                     | + 12 min 20 s                |
| 8e                           | Abi Smith                    | Royaume-Uni                  | EF Education-TIBCO-SVB             | + 17 min 42 s                |
| 9e                           | Ines Cantera                 | Espagne                      | Roland Cogeas-Edelweiss Squad      | + 21 min 18 s                |
| 10e                          | Federica Piergiovanni        | Italie                       | Valcar-Travel & Service            | + 21 min 34 s                |

| Classement par équipes | Classement par équipes | Classement par équipes | Classement par équipes |
| Équipe                 | Équipe                 | Pays                   | Temps                  |
| ---------------------- | ---------------------- | ---------------------- | ---------------------- |
| 1re                    | Team DSM               | Pays-Bas               | 30 h 40 min 53 s       |
| 2e                     | SD Worx                | Pays-Bas               | + 5 s                  |
| 3e                     | Canyon-SRAM Racing     | Allemagne              | + 5 min 47 s           |

| Classement par équipes | Classement par équipes | Classement par équipes | Classement par équipes |
| Équipe                 | Équipe                 | Pays                   | Temps                  |
| ---------------------- | ---------------------- | ---------------------- | ---------------------- |
| 1re                    | Team DSM               | Pays-Bas               | 30 h 40 min 53 s       |
| 2e                     | SD Worx                | Pays-Bas               | + 5 s                  |
| 3e                     | Canyon-SRAM Racing     | Allemagne              | + 5 min 47 s           |

## Évolution des classements
| Étape              |                           | Vainqueur _    | Classement général | Classement par points _ | Meilleure grimpeuse _ | Meilleure jeune _  | Meilleure équipe _ |
| ------------------ | ------------------------- | -------------- | ------------------ | ----------------------- | --------------------- | ------------------ | ------------------ |
| 1re étape          | étape de moyenne montagne | Demi Vollering | Demi Vollering     | Demi Vollering          | Elise Chabbey         | Niamh Fisher-Black | SD Worx            |
| 2e étape           | étape de moyenne montagne | Demi Vollering | Demi Vollering     | Demi Vollering          | Elise Chabbey         | Niamh Fisher-Black | SD Worx            |
| 3e étape           | étape de moyenne montagne | Demi Vollering | Demi Vollering     | Demi Vollering          | Elise Chabbey         | Niamh Fisher-Black | Team DSM           |
| Classements finals | Classements finals        |                | Demi Vollering     | Demi Vollering          | Elise Chabbey         | Niamh Fisher-Black | Team DSM           |

## Liste des participantes
| Légende                             | Légende | Légende                                | Légende                                                                                              |
| ----------------------------------- | --- | -------------------------------------- | --- |
| Num                                 | Dossard de départ porté par la coureuse sur ce Classique Sant-Sebastien                                       | Pos                                    | Position finale au classement général                                                                |
| Leader du classement général        | Indique la vainqueur du classement général                                                                    | Leader du classement par points        | Indique la vainqueur du classement par points                                                        |
| Leader du classement de la montagne | Indique la vainqueur du classement de la montagne                                                             | Leader du classement du meilleur jeune | Indique la vainqueur du classement de la meilleure jeune                                             |
|                                     | Indique un maillot de champion national ou mondial, suivi de sa spécialité                                    | #                                      | Indique la meilleure équipe                                                                          |
| NP                                  | Indique une coureuse qui n'a pas pris le départ d'une étape, suivi du numéro de l'étape où elle s'est retirée | AB                                     | Indique une coureuse qui n'a pas terminé une étape, suivi du numéro de l'étape où elle s'est retirée |
| HD                                  | Indique un coureuse qui a terminé une étape hors des délais, suivi du numéro de l'étape                       | DSQ                                    | Indique un coureur qui a été disqualifié de la course, suivi du numéro de l'étape                    |
| *                                   | Indique un coureuse en lice pour le classement de la meilleure jeune (coureuses nées après le )               |                                        | |

| Movistar Team MOV | Movistar Team MOV         | Movistar Team MOV |
| ----------------- | ------------------------- | ----------------- |
| Num               | Coureuse                  | Pos               |
| 1                 | Alicia González (ESP)     | 73e               |
| 2                 | Jelena Erić (SRB) (route) | 56e               |
| 3                 | Sarah Gigante (AUS)       | AB-2              |
| 4                 | Sheyla Gutiérrez (ESP)    | 60e               |
| 5                 | Lourdes Oyarbide (ESP)    | 57e               |
| 6                 | Paula Patiño (COL)        | 9e                |

| Trek-Segafredo TFS | Trek-Segafredo TFS              | Trek-Segafredo TFS |
| ------------------ | ------------------------------- | ------------------ |
| Num                | Coureuse                        | Pos                |
| 11                 | Lucinda Brand (NED)             | 16e                |
| 12                 | Elynor Bäckstedt (GBR)          | AB-3               |
| 13                 | Amalie Dideriksen (DEN) (route) | 78e                |
| 14                 | Lauretta Hanson (AUS)           | AB-3               |
| 15                 | Leah Thomas (USA)               | 43e                |
| 16                 | Shirin van Anrooij (NED)        | 37e                |

| Team BikeExchange-Jayco BEX | Team BikeExchange-Jayco BEX | Team BikeExchange-Jayco BEX |
| --------------------------- | --------------------------- | --------------------------- |
| Num                         | Coureuse                    | Pos                         |
| 21                          | Ane Santesteban (ESP)       | AB-2                        |
| 22                          | Urška Žigart (SLO)          | 19e                         |
| 23                          | Amanda Spratt (AUS)         | 33e                         |
| 24                          | Wei Shi Chelsie Tan (SGP)   | AB-3                        |
| 25                          | Kristen Faulkner (USA)      | 3e                          |
| 26                          | Georgia Williams (NZL)      | 36e                         |

| Liv Racing Xstra LIV | Liv Racing Xstra LIV           | Liv Racing Xstra LIV |
| -------------------- | ------------------------------ | -------------------- |
| Num                  | Coureuse                       | Pos                  |
| 31                   | Marta Jaskulska (POL)          | 68e                  |
| 32                   | Jeanne Korevaar (NED)          | 39e                  |
| 33                   | Tereza Neumanová (CZE) (route) | 72e                  |
| 34                   | Katia Ragusa (ITA)             | AB-2                 |

| SD Worx SDW | SD Worx SDW              | SD Worx SDW |
| ----------- | ------------------------ | ----------- |
| Num         | Coureuse                 | Pos         |
| 41          | Ashleigh Moolman (RSA)   | 17e         |
| 42          | Anna Shackley (GBR)      | 15e         |
| 43          | Niamh Fisher-Black (NZL) | 7e          |
| 44          | Demi Vollering (NED)     | 1re         |

| Team DSM DSM | Team DSM DSM           | Team DSM DSM |
| ------------ | ---------------------- | ------------ |
| Num          | Coureuse               | Pos          |
| 61           | Liane Lippert (GER)    | 6e           |
| 62           | Léa Curinier (FRA)     | AB-3         |
| 63           | Juliette Labous (FRA)  | 5e           |
| 64           | Francesca Barale (ITA) | AB-2         |
| 65           | Floortje Mackaij (NED) | 8e           |
| 66           | Esmée Peperkamp (NED)  | 20e          |

| Roland Cogeas-Edelweiss Squad CGS | Roland Cogeas-Edelweiss Squad CGS | Roland Cogeas-Edelweiss Squad CGS |
| --------------------------------- | --------------------------------- | --------------------------------- |
| Num                               | Coureuse                          | Pos                               |
| 71                                | Ines Cantera (ESP)                | 49e                               |
| 72                                | Petra Stiasny (SUI)               | 18e                               |
| 73                                | Olga Zabelinskaïa (UZB)           | 77e                               |
| 74                                | Tamara Dronova (RUS)              | 41e                               |
| 75                                | Caroline Baur (SUI)               | 67e                               |

| Canyon-SRAM Racing CSR | Canyon-SRAM Racing CSR     | Canyon-SRAM Racing CSR |
| ---------------------- | -------------------------- | ---------------------- |
| Num                    | Coureuse                   | Pos                    |
| 81                     | Neve Bradbury (AUS)        | 52e                    |
| 82                     | Alena Amialiusik (BLR)     | 35e                    |
| 83                     | Elise Chabbey (SUI)        | 13e                    |
| 84                     | Mikayla Harvey (NZL)       | 25e                    |
| 85                     | Soraya Paladin (ITA)       | 30e                    |
| 86                     | Pauliena Rooijakkers (NED) | 2e                     |

| FDJ-Nouvelle Aquitaine-Futuroscope FSF | FDJ-Nouvelle Aquitaine-Futuroscope FSF | FDJ-Nouvelle Aquitaine-Futuroscope FSF |
| -------------------------------------- | -------------------------------------- | -------------------------------------- |
| Num                                    | Coureuse                               | Pos                                    |
| 91                                     | Marta Cavalli (ITA)                    | 4e                                     |
| 92                                     | Stine Borgli (NOR)                     | 65e                                    |
| 93                                     | Brodie Chapman (AUS)                   | 34e                                    |
| 94                                     | Eugénie Duval (FRA)                    | 54e                                    |
| 95                                     | Victorie Guilman (FRA)                 | 24e                                    |
| 96                                     | Évita Muzic (FRA) (route)              | 28e                                    |

| EF Education-TIBCO-SVB TIB | EF Education-TIBCO-SVB TIB    | EF Education-TIBCO-SVB TIB |
| -------------------------- | ----------------------------- | -------------------------- |
| Num                        | Coureuse                      | Pos                        |
| 101                        | Veronica Ewers (USA)          | 10e                        |
| 102                        | Kristabel Doebel-Hickok (USA) | 12e                        |
| 103                        | Magdeleine Vallieres (CAN)    | 31e                        |
| 104                        | Abi Smith (GBR)               | 45e                        |
| 105                        | Kathrin Hammes (GER)          | 26e                        |
| 106                        | Clara Honsinger (USA)         | 48e                        |

| Human Powered Health HPW | Human Powered Health HPW | Human Powered Health HPW |
| ------------------------ | ------------------------ | ------------------------ |
| Num                      | Coureuse                 | Pos                      |
| 111                      | Nina Buysman (NED)       | 46e                      |
| 112                      | Marit Raaijmakers (NED)  | 63e                      |
| 113                      | Eri Yonamine (JPN)       | AB-3                     |
| 115                      | Barbara Malcotti (ITA)   | 23e                      |
| 116                      | Henrietta Christie (NZL) | AB-3                     |

| Valcar-Travel & Service VAL | Valcar-Travel & Service VAL | Valcar-Travel & Service VAL |
| --------------------------- | --------------------------- | --------------------------- |
| Num                         | Coureuse                    | Pos                         |
| 121                         | Margaux Vigié (FRA)         | 74e                         |
| 122                         | Alice Maria Arzuffi (ITA)   | 29e                         |
| 123                         | Federica Piergiovanni (ITA) | 50e                         |
| 124                         | Olivia Baril (CAN)          | 11e                         |
| 125                         | Elizabeth Stannard (AUS)    | 55e                         |
| 126                         | Anastasia Carbonari (LAT)   | 62e                         |

| Massi Tactic MAT | Massi Tactic MAT      | Massi Tactic MAT |
| ---------------- | --------------------- | ---------------- |
| Num              | Coureuse              | Pos              |
| 131              | Mireia Benito (ESP)   | 42e              |
| 132              | Špela Kern (SLO)      | 22e              |
| 133              | Corinna Lechner (GER) | AB-3             |
| 134              | Nathalie Eklund (SWE) | 79e              |
| 135              | Maaike Coljé (NED)    | 44e              |
| 136              | Sofia Gomes (POR)     | AB-3             |

| Eneicat-RBH EIC | Eneicat-RBH EIC                | Eneicat-RBH EIC |
| --------------- | ------------------------------ | --------------- |
| Num             | Coureuse                       | Pos             |
| 141             | Ziortza Isasi (ESP)            | AB-2            |
| 142             | Lija Laizāne (LAT)             | 75e             |
| 143             | Anastasiia Lebedeva (RUS)      | AB-3            |
| 144             | Varvara Fasoi (GRE) (route)    | 70e             |
| 145             | Aidi Gerde Tuisk (EST) (route) | AB-2            |

| Bizkaia-Durango BDP | Bizkaia-Durango BDP     | Bizkaia-Durango BDP |
| ------------------- | ----------------------- | ------------------- |
| Num                 | Coureuse                | Pos                 |
| 151                 | Daniela Campos (POR)    | AB-3                |
| 152                 | Lucía González (ESP)    | 53e                 |
| 153                 | Melissa Maia (POR)      | AB-3                |
| 154                 | Alba Teruel (ESP)       | AB-2                |
| 155                 | Aileen Schweikart (GER) | 38e                 |
| 156                 | Carolina Upegui (COL)   | AB-2                |

| Bepink BPK | Bepink BPK                      | Bepink BPK |
| ---------- | ------------------------------- | ---------- |
| Num        | Coureuse                        | Pos        |
| 161        | Elisabet Escursell Valero (ESP) | AB-3       |
| 162        | Nadia Quagliotto (ITA)          | 47e        |
| 163        | Prisca Savi (ITA)               | 64e        |
| 164        | Valentina Basilico (ITA)        | AB-3       |
| 165        | Matilde Vitillo (ITA)           | AB-3       |
| 166        | Michaela Drummond (NZL)         | AB-3       |

| Top Girls Fassa Bortolo TOP | Top Girls Fassa Bortolo TOP | Top Girls Fassa Bortolo TOP |
| --------------------------- | --------------------------- | --------------------------- |
| Num                         | Coureuse                    | Pos                         |
| 171                         | Giorgia Bariani (ITA)       | 81e                         |
| 172                         | Tatiana Guderzo (ITA)       | 69e                         |
| 173                         | Greta Marturano (ITA)       | 27e                         |
| 174                         | Iris Monticolo (ITA)        | 82e                         |
| 175                         | Cristina Tonetti (ITA)      | 51e                         |
| 176                         | Alessia Vigilia (ITA)       | 76e                         |

| Arkéa Pro Cycling Team ARK | Arkéa Pro Cycling Team ARK | Arkéa Pro Cycling Team ARK |
| -------------------------- | -------------------------- | -------------------------- |
| Num                        | Coureuse                   | Pos                        |
| 181                        | Julia Biryukova (UKR)      | 21e                        |
| 182                        | Morgane Coston (FRA)       | 32e                        |
| 184                        | Pauline Allin (FRA)        | 61e                        |
| 185                        | Charlotte Becker (GER)     | AB-1                       |
| 186                        | Maryanne Hinault (FRA)     | AB-2                       |

| Laboral Kutxa-Fundación Euskadi LKF | Laboral Kutxa-Fundación Euskadi LKF | Laboral Kutxa-Fundación Euskadi LKF |
| ----------------------------------- | ----------------------------------- | ----------------------------------- |
| Num                                 | Coureuse                            | Pos                                 |
| 191                                 | Idoia Eraso (ESP)                   | AB-3                                |
| 192                                 | Ariana Gilabert (ESP)               | 59e                                 |
| 193                                 | Yurani Blanco (ESP)                 | 40e                                 |
| 194                                 | Usoa Ostolaza (ESP)                 | AB-2                                |
| 195                                 | Irantzu Beloki (ESP)                | AB-3                                |
| 196                                 | Sandra Gutierrez (ESP)              | 83e                                 |

| Sopela Women's Team SWT | Sopela Women's Team SWT        | Sopela Women's Team SWT |
| ----------------------- | ------------------------------ | ----------------------- |
| Num                     | Coureuse                       | Pos                     |
| 201                     | Alice Coutinho (FRA)           | 66e                     |
| 202                     | Claire Steels (GBR)            | 71e                     |
| 203                     | Naia Amondarain Gazañaga (ESP) | 80e                     |
| 204                     | Nadine Michaela Gill (GER)     | 14e                     |
| 205                     | Patricia Ortega Ruiz (ESP)     | 58e                     |
| 206                     | Beatriz Lalaguna (ESP)         | AB-2                    |

| Movistar Team MOV | Movistar Team MOV         | Movistar Team MOV |
| ----------------- | ------------------------- | ----------------- |
| Num               | Coureuse                  | Pos               |
| 1                 | Alicia González (ESP)     | 73e               |
| 2                 | Jelena Erić (SRB) (route) | 56e               |
| 3                 | Sarah Gigante (AUS)       | AB-2              |
| 4                 | Sheyla Gutiérrez (ESP)    | 60e               |
| 5                 | Lourdes Oyarbide (ESP)    | 57e               |
| 6                 | Paula Patiño (COL)        | 9e                |

| Trek-Segafredo TFS | Trek-Segafredo TFS              | Trek-Segafredo TFS |
| ------------------ | ------------------------------- | ------------------ |
| Num                | Coureuse                        | Pos                |
| 11                 | Lucinda Brand (NED)             | 16e                |
| 12                 | Elynor Bäckstedt (GBR)          | AB-3               |
| 13                 | Amalie Dideriksen (DEN) (route) | 78e                |
| 14                 | Lauretta Hanson (AUS)           | AB-3               |
| 15                 | Leah Thomas (USA)               | 43e                |
| 16                 | Shirin van Anrooij (NED)        | 37e                |

| Team BikeExchange-Jayco BEX | Team BikeExchange-Jayco BEX | Team BikeExchange-Jayco BEX |
| --------------------------- | --------------------------- | --------------------------- |
| Num                         | Coureuse                    | Pos                         |
| 21                          | Ane Santesteban (ESP)       | AB-2                        |
| 22                          | Urška Žigart (SLO)          | 19e                         |
| 23                          | Amanda Spratt (AUS)         | 33e                         |
| 24                          | Wei Shi Chelsie Tan (SGP)   | AB-3                        |
| 25                          | Kristen Faulkner (USA)      | 3e                          |
| 26                          | Georgia Williams (NZL)      | 36e                         |

| Liv Racing Xstra LIV | Liv Racing Xstra LIV           | Liv Racing Xstra LIV |
| -------------------- | ------------------------------ | -------------------- |
| Num                  | Coureuse                       | Pos                  |
| 31                   | Marta Jaskulska (POL)          | 68e                  |
| 32                   | Jeanne Korevaar (NED)          | 39e                  |
| 33                   | Tereza Neumanová (CZE) (route) | 72e                  |
| 34                   | Katia Ragusa (ITA)             | AB-2                 |

| SD Worx SDW | SD Worx SDW              | SD Worx SDW |
| ----------- | ------------------------ | ----------- |
| Num         | Coureuse                 | Pos         |
| 41          | Ashleigh Moolman (RSA)   | 17e         |
| 42          | Anna Shackley (GBR)      | 15e         |
| 43          | Niamh Fisher-Black (NZL) | 7e          |
| 44          | Demi Vollering (NED)     | 1re         |

| Team DSM DSM | Team DSM DSM           | Team DSM DSM |
| ------------ | ---------------------- | ------------ |
| Num          | Coureuse               | Pos          |
| 61           | Liane Lippert (GER)    | 6e           |
| 62           | Léa Curinier (FRA)     | AB-3         |
| 63           | Juliette Labous (FRA)  | 5e           |
| 64           | Francesca Barale (ITA) | AB-2         |
| 65           | Floortje Mackaij (NED) | 8e           |
| 66           | Esmée Peperkamp (NED)  | 20e          |

| Roland Cogeas-Edelweiss Squad CGS | Roland Cogeas-Edelweiss Squad CGS | Roland Cogeas-Edelweiss Squad CGS |
| --------------------------------- | --------------------------------- | --------------------------------- |
| Num                               | Coureuse                          | Pos                               |
| 71                                | Ines Cantera (ESP)                | 49e                               |
| 72                                | Petra Stiasny (SUI)               | 18e                               |
| 73                                | Olga Zabelinskaïa (UZB)           | 77e                               |
| 74                                | Tamara Dronova (RUS)              | 41e                               |
| 75                                | Caroline Baur (SUI)               | 67e                               |

| Canyon-SRAM Racing CSR | Canyon-SRAM Racing CSR     | Canyon-SRAM Racing CSR |
| ---------------------- | -------------------------- | ---------------------- |
| Num                    | Coureuse                   | Pos                    |
| 81                     | Neve Bradbury (AUS)        | 52e                    |
| 82                     | Alena Amialiusik (BLR)     | 35e                    |
| 83                     | Elise Chabbey (SUI)        | 13e                    |
| 84                     | Mikayla Harvey (NZL)       | 25e                    |
| 85                     | Soraya Paladin (ITA)       | 30e                    |
| 86                     | Pauliena Rooijakkers (NED) | 2e                     |

| FDJ-Nouvelle Aquitaine-Futuroscope FSF | FDJ-Nouvelle Aquitaine-Futuroscope FSF | FDJ-Nouvelle Aquitaine-Futuroscope FSF |
| -------------------------------------- | -------------------------------------- | -------------------------------------- |
| Num                                    | Coureuse                               | Pos                                    |
| 91                                     | Marta Cavalli (ITA)                    | 4e                                     |
| 92                                     | Stine Borgli (NOR)                     | 65e                                    |
| 93                                     | Brodie Chapman (AUS)                   | 34e                                    |
| 94                                     | Eugénie Duval (FRA)                    | 54e                                    |
| 95                                     | Victorie Guilman (FRA)                 | 24e                                    |
| 96                                     | Évita Muzic (FRA) (route)              | 28e                                    |

| EF Education-TIBCO-SVB TIB | EF Education-TIBCO-SVB TIB    | EF Education-TIBCO-SVB TIB |
| -------------------------- | ----------------------------- | -------------------------- |
| Num                        | Coureuse                      | Pos                        |
| 101                        | Veronica Ewers (USA)          | 10e                        |
| 102                        | Kristabel Doebel-Hickok (USA) | 12e                        |
| 103                        | Magdeleine Vallieres (CAN)    | 31e                        |
| 104                        | Abi Smith (GBR)               | 45e                        |
| 105                        | Kathrin Hammes (GER)          | 26e                        |
| 106                        | Clara Honsinger (USA)         | 48e                        |

| Human Powered Health HPW | Human Powered Health HPW | Human Powered Health HPW |
| ------------------------ | ------------------------ | ------------------------ |
| Num                      | Coureuse                 | Pos                      |
| 111                      | Nina Buysman (NED)       | 46e                      |
| 112                      | Marit Raaijmakers (NED)  | 63e                      |
| 113                      | Eri Yonamine (JPN)       | AB-3                     |
| 115                      | Barbara Malcotti (ITA)   | 23e                      |
| 116                      | Henrietta Christie (NZL) | AB-3                     |

| Valcar-Travel & Service VAL | Valcar-Travel & Service VAL | Valcar-Travel & Service VAL |
| --------------------------- | --------------------------- | --------------------------- |
| Num                         | Coureuse                    | Pos                         |
| 121                         | Margaux Vigié (FRA)         | 74e                         |
| 122                         | Alice Maria Arzuffi (ITA)   | 29e                         |
| 123                         | Federica Piergiovanni (ITA) | 50e                         |
| 124                         | Olivia Baril (CAN)          | 11e                         |
| 125                         | Elizabeth Stannard (AUS)    | 55e                         |
| 126                         | Anastasia Carbonari (LAT)   | 62e                         |

| Massi Tactic MAT | Massi Tactic MAT      | Massi Tactic MAT |
| ---------------- | --------------------- | ---------------- |
| Num              | Coureuse              | Pos              |
| 131              | Mireia Benito (ESP)   | 42e              |
| 132              | Špela Kern (SLO)      | 22e              |
| 133              | Corinna Lechner (GER) | AB-3             |
| 134              | Nathalie Eklund (SWE) | 79e              |
| 135              | Maaike Coljé (NED)    | 44e              |
| 136              | Sofia Gomes (POR)     | AB-3             |

| Eneicat-RBH EIC | Eneicat-RBH EIC                | Eneicat-RBH EIC |
| --------------- | ------------------------------ | --------------- |
| Num             | Coureuse                       | Pos             |
| 141             | Ziortza Isasi (ESP)            | AB-2            |
| 142             | Lija Laizāne (LAT)             | 75e             |
| 143             | Anastasiia Lebedeva (RUS)      | AB-3            |
| 144             | Varvara Fasoi (GRE) (route)    | 70e             |
| 145             | Aidi Gerde Tuisk (EST) (route) | AB-2            |

| Bizkaia-Durango BDP | Bizkaia-Durango BDP     | Bizkaia-Durango BDP |
| ------------------- | ----------------------- | ------------------- |
| Num                 | Coureuse                | Pos                 |
| 151                 | Daniela Campos (POR)    | AB-3                |
| 152                 | Lucía González (ESP)    | 53e                 |
| 153                 | Melissa Maia (POR)      | AB-3                |
| 154                 | Alba Teruel (ESP)       | AB-2                |
| 155                 | Aileen Schweikart (GER) | 38e                 |
| 156                 | Carolina Upegui (COL)   | AB-2                |

| Bepink BPK | Bepink BPK                      | Bepink BPK |
| ---------- | ------------------------------- | ---------- |
| Num        | Coureuse                        | Pos        |
| 161        | Elisabet Escursell Valero (ESP) | AB-3       |
| 162        | Nadia Quagliotto (ITA)          | 47e        |
| 163        | Prisca Savi (ITA)               | 64e        |
| 164        | Valentina Basilico (ITA)        | AB-3       |
| 165        | Matilde Vitillo (ITA)           | AB-3       |
| 166        | Michaela Drummond (NZL)         | AB-3       |

| Top Girls Fassa Bortolo TOP | Top Girls Fassa Bortolo TOP | Top Girls Fassa Bortolo TOP |
| --------------------------- | --------------------------- | --------------------------- |
| Num                         | Coureuse                    | Pos                         |
| 171                         | Giorgia Bariani (ITA)       | 81e                         |
| 172                         | Tatiana Guderzo (ITA)       | 69e                         |
| 173                         | Greta Marturano (ITA)       | 27e                         |
| 174                         | Iris Monticolo (ITA)        | 82e                         |
| 175                         | Cristina Tonetti (ITA)      | 51e                         |
| 176                         | Alessia Vigilia (ITA)       | 76e                         |

| Arkéa Pro Cycling Team ARK | Arkéa Pro Cycling Team ARK | Arkéa Pro Cycling Team ARK |
| -------------------------- | -------------------------- | -------------------------- |
| Num                        | Coureuse                   | Pos                        |
| 181                        | Julia Biryukova (UKR)      | 21e                        |
| 182                        | Morgane Coston (FRA)       | 32e                        |
| 184                        | Pauline Allin (FRA)        | 61e                        |
| 185                        | Charlotte Becker (GER)     | AB-1                       |
| 186                        | Maryanne Hinault (FRA)     | AB-2                       |

| Laboral Kutxa-Fundación Euskadi LKF | Laboral Kutxa-Fundación Euskadi LKF | Laboral Kutxa-Fundación Euskadi LKF |
| ----------------------------------- | ----------------------------------- | ----------------------------------- |
| Num                                 | Coureuse                            | Pos                                 |
| 191                                 | Idoia Eraso (ESP)                   | AB-3                                |
| 192                                 | Ariana Gilabert (ESP)               | 59e                                 |
| 193                                 | Yurani Blanco (ESP)                 | 40e                                 |
| 194                                 | Usoa Ostolaza (ESP)                 | AB-2                                |
| 195                                 | Irantzu Beloki (ESP)                | AB-3                                |
| 196                                 | Sandra Gutierrez (ESP)              | 83e                                 |

| Sopela Women's Team SWT | Sopela Women's Team SWT        | Sopela Women's Team SWT |
| ----------------------- | ------------------------------ | ----------------------- |
| Num                     | Coureuse                       | Pos                     |
| 201                     | Alice Coutinho (FRA)           | 66e                     |
| 202                     | Claire Steels (GBR)            | 71e                     |
| 203                     | Naia Amondarain Gazañaga (ESP) | 80e                     |
| 204                     | Nadine Michaela Gill (GER)     | 14e                     |
| 205                     | Patricia Ortega Ruiz (ESP)     | 58e                     |
| 206                     | Beatriz Lalaguna (ESP)         | AB-2                    |